# سایکلول

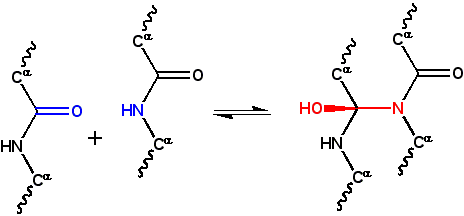
شکل ۱: در یک واکنش کلاسیک سایکلول، دو گروه پپتیدی با کمک یک پیوند کربن-نیتروژن به یک‌دیگر متصل می‌شوند و به این صورت موجب تشکیل گروه کربونیل به یک گروه هیدروکسیل می‌شوند. اگرچه این واکنش در تعداد اندکی از پپتیدهای حلقوی رخ می‌دهد، اما از نقطه نظر انرژی آزاد فرایند مطلوبی به‌شمار نمی‌آید، عمدتاً به این دلیل که این واکنش موجب از بین رفتن تثبیت رزونانسی پیوندهای پپتیدمی‌شود. این واکنش، مبنای مدل سایکلول پروتئین از دوروتی ماود رینچ بود.

فرضیه سایکلول (به انگلیسی: Cyclol hypothesis) اولین مدل ساختاری ارایه شده برای توصیف یک پروتئین کروی تاخورده بود. این مدل در اواخر دهه ۱۹۳۰ میلادی، توسط دوروتی ماود رینچ بر اساس سه فرض توسعه یافت. در بخش اول، فرضیه مبنا را بر این می‌گذارد که یک گروه پپتید برای ایجاد یک پیوند با پروتئین دیگر، قادر به انجام یک واکنش سایکلول است (شکل ۱). پیوندهای برقرار شده مشابه پیوندهای غیرکووالانسی هیدروژنی موجود میان گروه‌ههای پپتیدی است. این نوع واکنش‌ها در ترکیبات ارگوپپتیدی و سایر ترکیبات، مشاهده شده‌است. در بخش دوم، فرض بر این است که، تحت برخی شرایط، اسیدهای آمینه به‌طور طبیعی بیش‌ترین تعداد پیوند سایکلول را ایجاد می‌کنند و در نتیجه موجب تولید مولکول‌های سایکلول (شکل ۲) و الیاف سایکلول (شکل ۳) می‌شوند. درعمل، هرگز این مولکول‌ها و الیاف سایکلول مشاهده نشده‌اند. سرانجام در بخش سوم، این فرضیه فرض می‌کند که پروتئین‌های کروی دارای یک ساختار سوم مانند جامدات افلاطونی هستند و چندضلعی‌های دارای نظم نسبی حاصل از واکنش‌هاس سایکلول که به این صورت ایجاد می‌شوند، فاقد لبه‌های آزاد هستند. چنین مولکولهای سایکلول بسته‌ای تابه‌حال مشاهده نشده‌اند.
اگرچه داده‌های بعدی نشان داد که مدل اصلی ارایه شده برای ساختار پروتئین‌های کروی نیاز به اصلاح دارد، با این‌حال چندین مورد از بخش‌های موجود در مدل سایکلول تأیید شد، مانند واکنش سایکلول خود و این فرضیه که برهم‌کنش‌های آب‌گریز عامل اصلی تاخوردگی پروتئین‌ها هستند.